# Principio di esclusione di Pauli

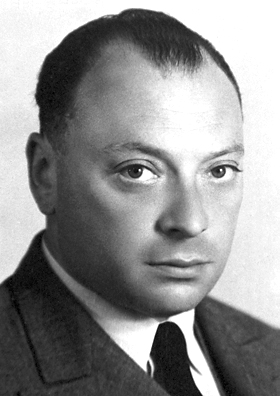
Wolfgang Pauli

Il principio di esclusione di Pauli, o principio di esclusione o principio di Pauli, è un principio della meccanica quantistica secondo cui due fermioni identici non possono occupare simultaneamente lo stesso stato quantico. Fu formulato da Wolfgang Pauli nel 1925.
Si applica solo ai fermioni, che formano stati quantici antisimmetrici e hanno spin semi-intero, e che includono protoni, neutroni ed elettroni, le tre particelle che compongono la materia ordinaria. Il principio è alla base della comprensione di molte delle caratteristiche distintive della materia.

## Fermioni e simmetria
I fermioni della stessa specie formano stati totalmente antisimmetrici, e nel caso di due particelle significa che
{\displaystyle |\psi \psi '\rangle =-|\psi '\psi \rangle }
Se entrambe le particelle occupano lo stesso stato quantico {\displaystyle \left|\psi \right\rangle }, lo stato dell'intero sistema è {\displaystyle \left|{\psi \psi }\right\rangle }. Quindi
{\displaystyle |\psi \psi \rangle =-|\psi \psi \rangle =0\;{\hbox{(zero ket)}}}
e tale stato non può verificarsi. Ciò è prontamente generalizzabile ai casi con più di due particelle.
Utilizzando i numeri quantici della particella o del sistema di particelle, il principio di esclusione può essere semplicemente scritto come:
{\displaystyle (-1)^{l}(-1)^{s+1}=-1}
dove {\displaystyle l} è il numero quantico azimutale e {\displaystyle s} lo spin totale.
Se in un sistema si aggiunge l'isospin (si prende, cioè, in considerazione il nucleo atomico), il principio di Pauli si esprime nel modo seguente:
{\displaystyle (-1)^{l}(-1)^{s+1}(-1)^{i+1}=-1}
dove {\displaystyle i} è l'isospin totale.

## Conseguenze

### Il principio di Pauli e gli elettroni
Il principio di esclusione di Pauli gioca un ruolo essenziale in un grande numero di fenomeni fisici. Uno dei più importanti, e quello per cui fu originariamente formulato, riguarda la struttura della nube elettronica degli atomi. Un'entità molecolare elettricamente neutra (cioè l'atomo) contiene un numero di elettroni pari a quello dei protoni del nucleo. Siccome gli elettroni sono fermioni, il principio di esclusione proibisce loro di occupare lo stesso stato quantico.
Ad esempio, si consideri un atomo di elio neutro, che ha due elettroni associati. Entrambi gli elettroni possono occupare l'orbitale con il livello di energia più basso {\displaystyle (1s)} acquisendo spin opposti. Ciò non viola il principio di esclusione, poiché lo spin fa parte dello stato quantico dell'elettrone, e quindi i due elettroni occupano stati quantici differenti. Comunque, lo spin può assumere solo due valori differenti. 
In un atomo di litio, che contiene tre elettroni, il terzo elettrone non può stare nell'orbitale {\displaystyle 1s}, ed è costretto a occupare uno degli orbitali a più alta energia {\displaystyle (2s)}. Similarmente, gli elementi successivi occupano ulteriori sottolivelli con livelli crescenti di energia. Le proprietà chimiche di un elemento dipendono in larga misura dal numero di elettroni presenti nel livello elettronico più esterno.
Il principio di Pauli spiega la stabilità su larga scala della materia. Le molecole non possono essere spinte arbitrariamente una contro l'altra, poiché gli elettroni di ogni molecola non possono entrare nello stesso stato degli elettroni di un'altra molecola - questa è la ragione per il termine repulsivo {\displaystyle r^{-12}} presente nel potenziale di Lennard-Jones.

### Conseguenze nell'astronomia
L'astrofisica fornisce la più spettacolare dimostrazione di questo effetto, nella forma di nane bianche e stelle di neutroni. In entrambi i tipi di oggetti astronomici, le normali strutture atomiche sono sconvolte da una enorme forza gravitazionale, che lascia i costituenti della materia sostenuti solo dalla "pressione di degenerazione" prodotta dal principio di esclusione. Questa forma esotica della materia è nota come materia degenere. Nelle nane bianche, gli atomi sono tenuti separati dalla pressione di degenerazione degli elettroni. Nelle stelle di neutroni, che mostrano forze gravitazionali ancora più intense, gli elettroni sono fusi con i protoni a formare neutroni, che producono una pressione di degenerazione ancor maggiore.